# Mafia: The Old Country
Mafia: The Old Country är ett actionäventyrsspel utvecklat av Hangar 13 och utgivet av 2K Games. Det är det fjärde spelet i dess spelserie, och en prequel till seriens första spel. Spelet släpptes den 8 augusti 2025 för Microsoft Windows, Playstation 5, Xbox Series X och Series S.

## Spelupplägg
Mafia: The Old Country är ett linjärt och berättardrivet tredjepersonsspel som utspelar sig i filmiska miljöer. Detta gör spelet mer likt Mafia och Mafia II än det mer öppen värld-liknande Mafia III.

## Handling
Spelet utspelar sig på Sicilien under 1900-talet i den fiktiva staden San Celeste, som även det första kapitlet av Mafia II utspelar sig i. Handlingen är baserad kring den sicilianska maffians ursprung. Spelaren får spela huvudpersonen Enzo Favara i en berättelse från barndom som kontraktstjänare i Siciliens svavelgruvor till att gå med i den kriminella familjen Torrisi.

## Utveckling
I augusti 2022 bekräftade en av Hangar 13:s chefer Roman Hladík i en intervju, i samband med Mafias 20-årsjubileum, att Hangar 13 hade "börjat arbeta med ett helt nytt Mafia-projekt" men att det fortfarande skulle vara "några år bort". Med den fjärde Mafia-titeln strävar Hangar 13 att gå "tillbaka till rötterna av vad fansen älskar med Mafia-serien", enligt Nick Baynes på Hangar 13. Detta innebär en återgång till en "djup linjär berättelse" i likhet med det första Mafia-spelet. Mafia: The Old Country har fullt talljud på engelska, franska, tyska, spanska, tjeckiska och ryska, men inte på italienska, trots att spelet handlar om den ursprungliga organiserade brottsligheten på Sicilien samt att tidigare spel från serien har italienska som valmöjlighet till fullt talljud. Italienska finns endast som inställningsalternativ till undertexter och användargränssnittet i detta spel. Som svar på denna anmärkning meddelade Hangar 13 att spelet kommer att erbjuda talljud på sicilianska och sa att "autenticitet är kärnan i Mafia-serien".
Mafia: The Old Country är utvecklat med hjälp av spelmotorn Unreal Engine 5, där Alex Cox stod som spelets regissör. Cox sa att övergången till Unreal Engine 5 har "möjliggjort en ännu högre nivå av visuell trohet än tidigare Mafia-titlar". Mafia III och Mafia: Definitive Edition använde spelmotorn Fusion Engine som är en uppgraderad version av Illusion Engine som användes i Mafia II.

## Mottagande
| Mottagande      | Mottagande                             |
| Samlingsbetyg   | Samlingsbetyg                          |
| Tjänst          | Betyg                                  |
| --------------- | -------------------------------------- |
| Metacritic      | 75/100 (PC) 71/100 (PS5) 74/100 (XBXS) |
| Recensionsbetyg |                                        |
| Publikation     | Betyg                                  |
| FZ              | 3/5 (PS5)                              |
| Game Informer   | 6/10                                   |
| Gamespot        | 6/10                                   |
| IGN             | 8/10                                   |
| Opencritic      | 64 % rekommenderade                    |
| PCGamesN        | 8/10                                   |
| SVT Kultur      | 3/5                                    |

Mafia: The Old Country mottogs av positiva recensioner från spelkritiker enligt webbplatsen Metacritic. Opencritic konstaterade att 64 procent av kritikerna rekommenderade spelet.
Gamespot påtalade dess "ytliga mekanik och daterade design", men berömde dess starka karaktärsuppsättning och "vackra återgivning av 1900-talets Sicilien". Kristoffer Viita, på SVT Kultur, gav spelet 3 av 5 i betyg och skrev att ibland känns det mer som en interaktiv film än ett spel, "som att springa från ena huset till det andra bara för att starta nästa mellansekvens". Han tycker ändå att berättelsen är fängslande och miljön vackert uppbyggt, och säger slutligen att om man inte har så höga förväntningar kommer man att ha några sköna speltimmar. Mike Stranéus, på FZ, gav också 3 av 5 i betyg för spelet, och tyckte att skjut- och knivstriderna är den svaga delen då de inte ger något intryck. Vidare tycker han att det ibland känns som att vara "en passagerare i Enzos resa", men att det är en värd resa då handlingen och miljön är god.